# CPM S30V
CPM S30Vは、クルーシブル・インダストリーズのディック・バーバーと、ナイフデザイナーのクリス・リーヴが2001年に共同で開発した、高硬度炭素系（マルテンサイト）で粉末冶金のステンレス鋼である。含有率は炭素1.45%、クロム14.00%、バナジウム4.00%、モリブデン2.00%。バーバーは開発にあたり、サル・グレッサー（スパイダルコ）、アーネスト・エマーソン、トニー・マーフィオン（マイクロテック）、フィル・ウィルソン、ビル・ハーシー・ジュニア、トム・メイヨ、ジェリー・ホッソム、ポール・ボスなど、名だたるナイフデザイナーやナイフ職人たちから助言を得た。
CPM S30Vは炭化バナジウムの形成と均等な分布により、炭化クロム系鋼材より高い硬度とエッジの強度を誇る。また、非常に質の良いクリスタリット（微結晶）を形成するため、切れ味と靭性が向上する。一方で、高い耐摩耗性、耐腐食性も有している。
安定した熱処理が難しいにもかかわらず、ナイフメーカーがCPM S30Vを使用する理由として、前述の優れた特性に加えて、他の粉末系鋼材よりも研磨・切削しやすいことも挙げられる。
CPM S30Vは、最高級グレードのナイフ鋼材とされコストが掛かるため、主にファクトリーナイフの上位モデルやカスタムナイフに使用された。各方面からの評価も高く、2005年の時点でジョー・タルマッジは、CPM S30Vが同クラスの鋼材に比べて、高性能でありながら加工性や研磨性にも優れる点から、究極かつオールラウンドなステンレス鋼だと述べている。またバックはかつて2016年の同社製ナイフガイドにおいて「ブレード材として完全なるベスト」とCPM S30Vを評していた。
2021年現在、ナイフ販売サイトBlade HQのナイフ鋼材ガイドでは、M390などが属する最上位プレミアムクラスのすぐ下、ハイエンドクラスにCPM S30Vを位置付け「多くの人が究極のEDCと感じるだろう」、つまり日常持ち歩く用途のナイフとしては最高の鋼材であると評している。
同じくナイフ情報サイトKnife Informerのナイフ鋼材ガイドでは、CPM S110Vなどが属するウルトラプレミアムクラスのすぐ下、プレミアムクラスに位置付け、非常にバランスの良い「最高級のナイフ鋼材のひとつ」と評する一方で、「今や極めて一般的な鋼材」であるとも述べている。
このようにCPM S30Vは、登場から20年以上が経過し相対的な性能やプレミア度は低下したものの、未だに最上級の評価を得て多くのファクトリーナイフやカスタムナイフに採用されている。

## 特性

### 組成
| 炭素  | クロム | バナジウム | モリブデン |
| ----- | ------ | ---------- | ---------- |
| 1.45% | 20%    | 4.00%      | 2.00%      |

### 物理的特性
| 弾性率                 | 密度                       |
| ---------------------- | -------------------------- |
| 32 X 106 psi (221 GPa) | 0.27 lbs./in3 (7.47 g/cm3) |

熱膨張率
| °F     | °C     | in/in/°F x10−6 | mm/mm/°C x10−6 |
| ------ | ------ | -------------- | -------------- |
| 70-400 | 20-200 | 6.1            | 11.0           |
| 70-600 | 20-315 | 6.4            | 11.5           |

## CPM S35VN
2009年クルーシブルは、クリス・リーヴのリクエストに合わせ、アップデート版の鋼材CPM S35VNを発表した。ニオブを0.5%添加し、炭素を1.45%から1.40%に、バナジウムを4%から3%に減らした結果、CPM S30Vと比較し靭性が、クルーシブル公称値で15から20%、シャルピー衝撃試験の測定値で約25%向上した。
CPM S35VNは、CPM S30Vより強靭さを増し、過酷な使用環境下での刃先のこぼれが大幅に減少したため、プロの料理人やサバイバル探検家などナイフを酷使するユーザーから高い評価を得ている。刃先の欠けがなければ、ストロップや金属シャープナーによる研磨だけで切れ味を保てるため、メンテナンスの簡易化という点でも有利である。
同時期にカーペンターのCTS-XHPや、ウッデホルムのエルマックスなど、CPM S30VやCPM S35VNに対抗する鋼材がデビューした。これらはクルーシブルと製法こそ異なるものの、同じく粉末鋼材であり、高クロム、高バナジウムのハイエンドステンレス鋼である。

### 組成
| 炭素  | クロム | バナジウム | モリブデン | ニオブ |
| ----- | ------ | ---------- | ---------- | ------ |
| 1.40% | 20%    | 3.00%      | 2.00%      | 0.50%  |